# ادی زامپارینی
ادی زامپارینی (انگلیسی: Primo Zamparini؛ زادهٔ ۹ february ۱۹۳۹ (۸۶ سال)) ورزشکار بوکس اهل ایتالیا است.
وی در مسابقات کشوری و بین‌المللی در مجموع برندهٔ ۱ مدال نقره، ۱ مدال برنز شده‌است.